# Leichtathletik-Länderkampf der Männer 1957 Finnland – BR Deutschland
| 7. Leichtathletik-Länderkampf mit bundesdeutscher Beteiligung 1957 | 7. Leichtathletik-Länderkampf mit bundesdeutscher Beteiligung 1957 |               |
| ------------------------------------------------------------------ | ------------------------------------------------------------------ | ------------- |
|                                                                    |                                                                    |               |
| Ländervergleich der Männer: Finnland – BR Deutschland              |                                                                    |               |
| Austragungsort                                                     | Helsinki                                                           |               |
| Wettbewerbe                                                        | 20                                                                 |               |
| Datum                                                              | 27./28. August 1957                                                |               |
| 1. FIN 2. FRG                                                      | 107 Punkte 106 Punkte                                              |               |
| Chronik                                                            |                                                                    |               |
| ← BEL-FRG-FRA-ITA-NLD-SUI (M)                                      | SWE-FRG (M) →                                                      | SWE-FRG (M) → |

Der siebte Vergleich des Länderkampfjahres 1957 leitete die Skandinavien-Reise des bundesdeutschen Männerteams ein, die wenige Tage später in Stockholm mit dem Länderkampf gegen Schweden ihre Fortsetzung und gleichzeitig auch ihr Ende fand. Am 27./28. August stellten sich die bundesdeutschen Sportler in Helsinki zunächst der heimischen Mannschaft aus Finnland. Es war das siebte Aufeinandertreffen der beiden Länder und bisher waren die Resultate immer sehr eng. Vier Mal hatten die deutschen Leichtathleten gewonnen, zwei Mal die finnischen Sportler.

## Wettbewerbe und Modus
In diesem Vergleich wurden wie inzwischen in den meisten Länderkämpfen der Männer zwanzig Disziplinen an zwei Tagen ausgetragen. Aus dem olympischen Wettbewerbskatalog fehlten nur der Marathonlauf, die beiden Gehdisziplinen und der Zehnkampf. Gewertet wurde in den Einzeldisziplinen nach dem Standardsystem, in den Staffeln mit fünf zu drei Punkten.

## Ergebnis
Die Bundesrepublik Deutschland entschied fünf Einzellaufwettbewerbe für sich, davon vier mit Doppelerfolgen. Auch Finnland brachte fünf Siege in diesen Wettbewerben auf sein Konto, davon jedoch nur einen als Doppelerfolg. Beide Staffeln sicherten sich die bundesdeutschen Leichtathleten. In den technischen Disziplinen zeigten sich Finnlands Sportler deutlich überlegen. Sechs Mal lagen sie dort bei zwei Doppelerfolgen vorn, während die bundesdeutschen Leichtathleten in diesem Bereich nur zwei Disziplinen gewannen, davon eine mit einem Doppelerfolg.
Daraus ergab sich das Endergebnis von 107 zu 106 Punkten für Finnland. Das war der knappst mögliche Ausgang für einen Wettkampf mit einem Sieger und bedeutete die zweite Saisonniederlage der bundesdeutschen Leichtathleten.

## Legende
Kurze Übersicht zur Bedeutung der Symbolik – so üblicherweise auch in sonstigen Veröffentlichungen verwendet:
| DSQ | disqualifiziert |

## Resultate

### 100 m
| Platz | Athlet         | Land | Zeit (s) |
| ----- | -------------- | ---- | -------- |
| 1     | Manfred Germar | FRG  | 10,6     |
| 2     | Armin Hary     | FRG  | 10,8     |
| 3     | Osmo Huumonen  | FIN  | 11,0     |
| 4     | Lasse Ketola   | FIN  | 11,1     |

Datum: 27. August

### 200 m
| Platz | Athlet         | Land | Zeit (s) |
| ----- | -------------- | ---- | -------- |
| 1     | Manfred Germar | FRG  | 21,3     |
| 2     | Carl Kaufmann  | FRG  | 22,0     |
| 3     | Pentti Rekola  | FIN  | 22,1     |
| 4     | Börje Strand   | FIN  | 22,4     |

Datum: 28. August

### 400 m
| Platz | Athlet              | Land | Zeit (s)           |
| ----- | ------------------- | ---- | ------------------ |
| 1     | Voitto Hellsten     | FIN  | 47,2               |
| 2     | Jürgen Kühl         | FRG  | 47,9               |
| 3     | Pentti Rekola       | FIN  | 48,1               |
| DSQ   | Karl-Friedrich Haas | FRG  | Verlassen der Bahn |

Datum: 27. August

### 800 m
| Platz | Athlet          | Land | Zeit (min) |
| ----- | --------------- | ---- | ---------- |
| 1     | Paul Schmidt    | FRG  | 1:48,2     |
| 2     | Olavi Vuorisalo | FIN  | 1:48,3     |
| 3     | Friedel Stracke | FRG  | 1:48,4     |
| 4     | Olavi Salonen   | FIN  | 1:48,6     |

Datum: 28. August

### 1500 m
| Platz | Athlet          | Land | Zeit (min) |
| ----- | --------------- | ---- | ---------- |
| 1     | Olavi Vuorisalo | FIN  | 3:43,3     |
| 2     | Olaf Lawrenz    | FRG  | 3:43,8     |
| 3     | Olavi Salsola   | FIN  | 3:47,0     |
| 4     | Harald Mengler  | FRG  | 3:48,2     |

Datum: 27. August

### 5000 m
| Platz | Athlet         | Land | Zeit (min) |
| ----- | -------------- | ---- | ---------- |
| 1     | Jorma Kakko    | FIN  | 14:27,0    |
| 2     | Heinz Laufer   | FRG  | 14:27,2    |
| 3     | Matti Huttunen | FIN  | 14:27,6    |
| 4     | Walter Konrad  | FRG  | 14:36,0    |

Datum: 27. August

### 10.000 m
| Platz | Athlet         | Land | Zeit (min) |
| ----- | -------------- | ---- | ---------- |
| 1     | Urho Julin     | FIN  | 29:39,4    |
| 2     | Erkki Rantala  | FIN  | 29:39,6    |
| 3     | Walter Konrad  | FRG  | 29:41,0    |
| 4     | Herbert Schade | FRG  | 29:44,6    |

Datum: 28. August

### 110 m Hürden
| Platz | Athlet            | Land | Zeit (s) |
| ----- | ----------------- | ---- | -------- |
| 1     | Martin Lauer      | FRG  | 14,0     |
| 2     | Bert Steines      | FRG  | 14,7     |
| 3     | Sven-Oswald Mildh | FIN  | 14,9     |
| 4     | Raimo Siukola     | FIN  | 15,3     |

Datum: 27. August

### 400 m Hürden
| Platz | Athlet              | Land | Zeit (s) |
| ----- | ------------------- | ---- | -------- |
| 1     | Sven-Oswald Mildh   | FIN  | 51,8     |
| 2     | Martin Lauer        | FRG  | 53,2     |
| 3     | Helmut Janz         | FRG  | 53,8     |
| 4     | Heikki Silvennoinen | FIN  | 54,6     |

Datum: 28. August

### 3000 m Hindernis
| Platz | Athlet       | Land | Zeit (min) |
| ----- | ------------ | ---- | ---------- |
| 1     | Heinz Laufer | FRG  | 8:51,2     |
| 2     | Hans Hüneke  | FRG  | 8:53,2     |
| 3     | Sven Laine   | FIN  | 8:54,2     |
| 4     | Ilkka Auer   | FIN  | 8:57,2     |

Datum: 28. August

### 4 × 100 m Staffel
| Platz | Besetzung      | Land                                                      | Zeit (s) |
| ----- | -------------- | --------------------------------------------------------- | -------- |
| 1     | BR Deutschland | Lothar Knörzer Carl Kaufmann Leonhard Pohl Manfred Germar | 41,3     |
| 2     | Finnland       | Lasse Ketola Matti Mikkonen Börje Strand Leevi Lehtonen   | 42,7     |

Datum: 27. August

### 4 × 400 m Staffel
| Platz | Besetzung      | Land                                                             | Zeit (min) |
| ----- | -------------- | ---------------------------------------------------------------- | ---------- |
| 1     | BR Deutschland | Jürgen Kühl Walter Oberste Manfred Poerschke Karl-Friedrich Haas | 3:10,0     |
| 2     | Finnland       | Pentti Rekola Eero Hirvonen Eero Kivelä Voitto Hellsten          | 3:14,8     |

Datum: 28. August

### Hochsprung
| Platz | Athlet          | Land | Höhe (m) |
| ----- | --------------- | ---- | -------- |
| 1     | Theo Püll       | FRG  | 1,96     |
| 2     | Werner Bähr     | FRG  | 1,93     |
| 3     | Kalevi Tiikkaja | FIN  | 1,90     |
| 4     | Eero Salminen   | FIN  | 1,90     |

Datum: 27. August

### Stabhochsprung
| Platz | Athlet          | Land | Höhe (m) |
| ----- | --------------- | ---- | -------- |
| 1     | Eeles Landström | FIN  | 4,40     |
| 2     | Matti Sutinen   | FIN  | 4,20     |
| 3     | Horst Drumm     | FRG  | 4,10     |
| 4     | Willy Reißmann  | FRG  | 4,00     |

Datum: 28. August

### Weitsprung
| Platz | Athlet              | Land | Weite (m) |
| ----- | ------------------- | ---- | --------- |
| 1     | Jorma Valkama       | FIN  | 7,58      |
| 2     | Manfred Molzberger  | FRG  | 7,57      |
| 3     | Wilhelm Porrassalmi | FIN  | 7,48      |
| 4     | Reinhold Döll       | FRG  | 7,23      |

Datum: 27. August

### Dreisprung
| Platz | Athlet          | Land | Weite (m) |
| ----- | --------------- | ---- | --------- |
| 1     | Kari Rahkamo    | FIN  | 15,31     |
| 2     | Hermann Strauß  | FRG  | 15,00     |
| 3     | Matti Järvi     | FIN  | 14,87     |
| 4     | Erich Bremicker | FRG  | 14,37     |

Datum: 28. August

### Kugelstoßen
| Platz | Athlet          | Land | Weite (m) |
| ----- | --------------- | ---- | --------- |
| 1     | Hermann Lingnau | FRG  | 17,13     |
| 2     | Eino Mäkinen    | FIN  | 16,21     |
| 3     | Reijo Koivisto  | FIN  | 16,19     |
| 4     | Dietrich Urbach | FRG  | 15,61     |

Datum: 27. August

### Diskuswurf
| Platz | Athlet           | Land | Weite (m) |
| ----- | ---------------- | ---- | --------- |
| 1     | Carol Lindroos   | FIN  | 52,30     |
| 2     | Pentti Repo      | FIN  | 50,68     |
| 3     | Otto Koppenhöfer | FRG  | 49,82     |
| 4     | Martin Bührle    | FRG  | 47,77     |

Datum: 28. August

### Hammerwurf
| Platz | Athlet         | Land | Weite (m) |
| ----- | -------------- | ---- | --------- |
| 1     | Veikko Hoffren | FIN  | 59,04     |
| 2     | Hugo Ziermann  | FRG  | 57,68     |
| 3     | Karl Storch    | FRG  | 57,40     |
| 4     | Oiva Halmetoja | FIN  | 54,86     |

Datum: 27. August

### Speerwurf
| Platz | Athlet          | Land | Weite (m) |
| ----- | --------------- | ---- | --------- |
| 1     | Erkki Avenniemi | FIN  | 75,12     |
| 2     | Heinrich Will   | FRG  | 74,84     |
| 3     | Gerhard Keller  | FRG  | 72,71     |
| 4     | Väinö Kuisma    | FIN  | 70,72     |

Datum: 28. August

## Weblink
- TULOKSET: MAAOTTELU FIN-GFR, HELSINKI, 27.–28.8.1957, Länderkampf FIN-GFR, HELSINKI, 27.–28.8.1957, tilastopaja.eu (finnisch), abgerufen am 10. August 2024